# Đường Thi Vịnh
Đường Thi Vịnh là một nữ diễn viên Hong Kong, tính đến giữa năm 2022 là diễn viên hợp đồng quản lí của đài truyền hình TVB. Cô có tên tiếng Trung là 唐詩詠, tên tiếng Anh là Natalie Tong (sinh ngày 3 tháng 5 năm 1981), tên thật là Đường Tư Doanh.

## Bối cảnh và hoạt động
Đường Thi Vịnh tốt nghiệp trường tiểu học SKH St Clement và Trung học Kwai Chung, làm người mẫu bán thời gian lúc học trung học. Năm 2000, Đường Thi Vịnh quay một bộ phim truyền dành cho giới trẻ "Thanh Xuân@Y2K" của Đài RTHK sản xuất.
Năm 2003, Đường Thi Vịnh gia nhập TVB.
Tạo dựng tên tuổi bằng thực lực của mình, Đường Thi Vịnh được nhận xét là một diễn viên tài năng. Bên cạnh đó cô còn là một cô gái ngoan ngoãn, yếu đuối, dễ mềm lòng và không quá tham vọng trong sự nghiệp. Ngoài đóng phim truyền hình, cô còn tham gia diễn xuất trong một số phim điện ảnh cũng như đóng quảng cáo.
Tuổi thơ của Đường Thi Vịnh rất cô độc và không hề có phương hướng. Thời niên thiếu, cô rất cô đơn, vấp ngã và thất bại suốt quá trình trưởng thành. Thi Vịnh từng chia sẻ: "Khi tôi lớn lên, không có người lớn nào dạy tôi phải sống thế nào. Tôi học được mọi thứ từ những lần vấp ngã và thất bại". Đến bây giờ, Đường Thi Vịnh vẫn đơn độc, nhưng cô rất tự hào về những gì mình đạt được và những suy nghĩ chín chắn mà mình có.
Năm 2010, tại Lễ trao giải thường niên TVB lần thứ 43, với vai diễn Ứng Nhạn Minh trong Thiết Mã Tầm Kiều, Đường Thi Vịnh đoạt giải thưởng "Nữ diễn viên tiến bộ nhất". Cô phát biểu: "Đây là bước ngoặt của cuộc đời tôi", "Tôi nghĩ tôi có thể làm được nhiều thứ với công việc này, và đó là lúc tôi bắt đầu suy nghĩ tích cực hơn", "Đối với một người đơn độc như tôi, được bước vào ngành giải trí như một phép màu".
Ngày 21.01.2018, tại Lễ trao giải lần thứ 50 Giải thưởng thường niên TVB 2017, Đường Thi Vịnh nhận được giải thưởng "Nữ diễn viên chính xuất sắc nhất".
Năm 2017, Đường Thi Vịnh liên doanh 7 chữ số với bạn bè của mình để mở cửa hàng bánh Pho mát Nhật Bản tên là Petite Merveille, cửa hàng được mở tại một trung tâm bách hóa. Đây là thương hiệu bánh được đích thân Đường Thi Vịnh nghiên cứu và đưa về phát triển tại Hong Kong.
Ngày 12.01.2020, tại Lễ trao giải lần thứ 52 Giải thưởng thường niên TVB 2019, Đường Thi Vịnh cùng Đoàn phim Người Hùng Blouse Trắng (Bạch Sắc Cường Nhân) giành chiến thắng với hạng mục "Phim hay nhất" (Phim truyền hình xuất sắc nhất).

## Phim đã tham gia

### RTHK
| Năm  | Tên phim       | Tên gốc  | Vai diễn       | Ghi chú |
| 2000 | Thanh Xuân@Y2K | 青春@Y2K | Đường Tư Ngưng |         |

### TVB
| Năm  | Tên phim                                          | Tên gốc                | Vai diễn                          | Ghi chú                    |
| ---- | ------------------------------------------------- | ---------------------- | --------------------------------- | -------------------------- |
| 2003 | Kiếm Thuật Tinh Túy                               | 當四葉草碰上劍尖時     | Cao Tình (Tình Tình)              |                            |
| 2004 | Bầu Nhiệt Huyết                                   | 赤沙印記@四葉草.2      | Sandy Cao Tình                    |                            |
| 2004 | Đường Đến Thiên Đàng                              | 心理心裡有個謎         | Race Vạn Gia Lạc                  |                            |
| 2005 | Câu Chuyện Huyền Ảo                               | 奇幻潮                 | Alice Lăng Nhị                    |                            |
| 2005 | Tâm Hoa Phóng (Trói Buộc)                         | 心花放                 | Lake Lâm Tiểu Hồ                  |                            |
| 2005 | Bà Nhà Tôi/ Lão Bà Đại Nhân                       | 老婆大人               | Bowie Cát Bảo Di                  |                            |
| 2005 | Gia Vị Cuộc Sống                                  | 美味風雲               | Kabo Trần Gia Bảo                 |                            |
| 2006 | Khúc Nhạc Tình Yêu                                | 天幕下的戀人           | Coco Cao Dật Tình                 |                            |
| 2006 | Đại Gia đình                                      | 高朋滿座               | Ceci Trình Gia Mẫn/ Trình Gia Thi | sitcom                     |
| 2006 | Bằng chứng thép/ Pháp Chứng Tiên Phong            | 法證先鋒               | Triệu Tuyết Mẫn                   |                            |
| 2006 | Tổ Ấm Tình Nhân                                   | 樓住有情人             | Yuki Tưởng Doanh Doanh            |                            |
| 2007 | Bức Họa Cuộc Đời                                  | 寫意人生               | Isabel Phương Tử Mẫn              |                            |
| 2007 | Sóng Gió Gia Tộc/ Đường Tâm Phong Bạo             | 溏心風暴               | Angel                             |                            |
| 2007 | Mảnh Vườn Xanh                                    | 緣來自有機             | Ông Tuệ Như                       |                            |
| 2007 | Cảnh Sát Tài Ba                                   | 通天幹探               | Ngụy Thi Gia                      |                            |
| 2007 | Kiến Trúc Đường Đời                               | 建築有情天             | Angel Giang An Kiều               |                            |
| 2008 | Hạnh Phúc Ảo                                      | 最美麗的第七天         | SaSa Vương Chỉ Quân               | vai chính                  |
| 2008 | Quyền Lực Của Đồng Tiền                           | 東山飄雨西關晴         | Trang Phượng Nghi (thiếu nữ)      |                            |
| 2009 | Bà Nhà Tôi 2/ Lão Bà Đại Nhân 2                   | 老婆大人2              | Bowie Cát Bảo Di                  |                            |
| 2009 | Đội Điều Tra Tinh Nhuệ                            | ID精英                 | Diệp An Nhi                       |                            |
| 2009 | Tình Bạn Thân Thiết                               | 老友狗狗               | Carmen Châu Gia Vấn               | vai chính                  |
| 2010 | Thiết Mã Tầm Kiều                                 | 鐵馬尋橋               | Ứng Nhạn Minh                     | vai chính                  |
| 2010 | Cú Lội Ngược Dòng                                 | 翻叮一族               | Gabe Đới Oanh Lị                  | vai chính                  |
| 2011 | Giải Mã Nhân Tâm                                  | 仁心解碼               | Macy Trần Mỹ Quyên                |                            |
| 2011 | Hôn Nhân Tiền Định                                | Only You 只有您        | Jessie Mã Hiểu Tình               |                            |
| 2011 | Chân Tướng                                        | 真相                   | Cecelia Phan Xảo Như (Đại C)      | vai thứ chính              |
| 2011 | Đại Nội Thị Vệ                                    | 紫禁驚雷               | Tây Lỗ Khắc Quế Luân              | thứ chính                  |
| 2011 | Bằng Chứng Thép III/ Pháp Chứng Tiên Phong III    | 法證先鋒III            | Michelle Trương Mỹ Ân             | tập 16,17,18               |
| 2012 | Quyền Vương                                       | 拳王                   | Nhậm Hảo Cầu (BaBa)               | vai chính                  |
| 2012 | Con Đường Mưu Sinh                                | 衝呀！瘦薪兵團         | Kin Vu Kiện Nhi                   | thứ chính                  |
| 2012 | Phi Hổ                                            | 飛虎                   | Kary Bùi Chỉ Kỳ                   | tập 9                      |
| 2012 | Tạo Vương Giả                                     | 造王者                 | Phàn Hồng Anh / Dư Tình (Lệ phi)  |                            |
| 2012 | Đại Thái Giám                                     | 大太監                 | A Lỗ Đặc Bảo Âm (hoàng hậu)       |                            |
| 2013 | Thần Thám Cao Luân Bố                             | 神探高倫布             | Mai Muội/ Tư Đồ Nam               |                            |
| 2014 | Người Kế Nghiệp                                   | 守業者                 | Phùng Chỉ Tình                    |                            |
| 2014 | Tái Đắc Hữu Tình Nhân                             | 載得有情人             | Mai Mẫn Quân (MK muội)            | thứ chính                  |
| 2014 | Đại Dược Phường                                   | 大藥坊                 | Hứa Quân Ước                      | thứ chính                  |
| 2015 | Chuyện 4 Nàng Luật Sư                             | 四個女仔三個BAR        | Ashley Trịnh Chước Đồng           |                            |
| 2015 | Kiêu Hùng                                         | 梟雄                   | Lý Chỉ Tinh                       |                            |
| 2016 | Thiết Mã Gặp Chiến Xa                             | 鐵馬戰車               | Diêu Dao                          | vai chính                  |
| 2016 | Công Công Xuất Cung                               | 公公出宮               | Huỳnh Liên                        |                            |
| 2016 | Hành Động Liêm Chính 2016                         | 廉政行動2016 ICAC 2016 | Teresa Âu Văn Dĩnh                | vai chính                  |
| 2016 | Anh Hùng Thành Trại                               | 城寨英雄               | Thái Thục Quyên                   | khách mời đặc biệt (tập 1) |
| 2017 | Binh Đoàn Phái Yếu/ Nữ Nhân Không Biết Nhõng Nhẽo | 不懂撒嬌的女人         | Cherry Lăng Vũ Cần                | thứ chính                  |
| 2018 | Kẻ Trộm Thời Gian/ Đống Nhân Đích Thì Quang       | 棟仁的時光             | Kris Trình Mẫn Kỳ                 | vai chính                  |
| 2018 | Thiên Mệnh                                        | 天命                   | Đậu Khấu                          | vai chính                  |
| 2019 | Người Hùng Blouse Trắng/ Bạch Sắc Cường Nhân      | 白色強人               | Zoe Tô Di                         | vai chính                  |
| 2019 | Giải Quyết Sư                                     | 解決師                 | Jovy Tưởng Dĩnh Hân (cô Trần)     | vai chính                  |
| 2021 | Chuyện nhà họ Quách                               | 我家無難事             | Điền Vũ Phi                       | vai chính                  |
| 2022 | Anh hùng thiết quyền                              | 鐵拳英雄               | Tiền Thiên Thiên                  | vai chính                  |
| 2022 | Người Hùng Blouse Trắng 2 / Bạch Sắc Cường Nhân 2 | 白色強人 2             | Zoe Tô Di                         | vai chính                  |
| 2022 | Sứ Giả Siêu Năng                                  | 超能使者               | Kiều Nhược Lam (Chị Q)            | vai chính                  |
| 2023 | Biệt đội tàng hình                                | 隱形戰隊               | Kiều Bảo Bảo (Madam Q)            | vai chính                  |

## Phim chiếu rạp
| Năm  | Tên phim                             | Tên gốc        | Vai diễn     | Ghi chú |
| ---- | ------------------------------------ | -------------- | ------------ | ------- |
| 2001 | 2002                                 | 异灵灵异-2002  | Female ghost |         |
| 2004 | Escape from Hong Kong Island         | 墨斗先生       | Joey         |         |
| 2005 | Moments of Love                      |                | Mak Siu Fong |         |
| 2005 | Dragon Reloaded                      |                |              |         |
| 2008 | L for Love L for Lies'               | 我的最愛       | May          |         |
| 2010 | 72 Tenants of Prosperity             | 72家租客       |              |         |
| 2010 | The Fantastic Water Babes            |                |              |         |
| 2011 | I Love Hong Kong                     | 我爱HK开心万岁 |              |         |
| 2013 | Thoát Khỏi Biển Lửa (Out of Inferno) | 逃出生天       | Bin Bin      |         |
| 2015 | Return of the Cuckoo                 |                |              |         |
| 2017 | Tôi Muốn Giàu Có (Lucky Fat Man)     | 我要發達       | QiQi         |         |
| 2017 | Always Be with You                   |                |              |         |
| 2018 | A Beautiful Moment                   | 我的情敌女婿   |              |         |

## Giải thưởng và đề cử
| Năm  | Giải thưởng                               | Hạng mục đề cử                                                             | Tác phẩm | Kết quả       |
| ---- | ----------------------------------------- | -------------------------------------------------------------------------- | --- | ------------- |
| 2006 | Giải thưởng thường niên TVB 2006          | Nữ diễn viên tiến bộ nhất                                                  | Bằng chứng thép I, Ngôi Nhà Mật Ngọt, Tình yêu dưới vòm trời                                                                   | Đề cử         |
| 2006 | Giải thưởng thường niên TVB 2006          | Nữ diễn viên phụ xuất sắc nhất                                             | Tình yêu dưới vòm trời | Đề cử         |
| 2007 | Giải thưởng thường niên TVB 2007          | Nữ diễn viên tiến bộ nhất                                                  | Bức Họa Cuộc Đời (Life Art); Mảnh vườn xanh (The Green Grass of Home); Cảnh Sát Tài Ba (The Ultimate Crime Fighter); Body Talk | Đề cử         |
| 2007 | Giải thưởng thường niên TVB 2007          | Nữ diễn viên phụ xuất sắc nhất                                             | Cảnh Sát Tài Ba (The Ultimate Crime Fighter)                                                                                   | Đề cử         |
| 2010 | Giải thưởng thường niên TVB 2010          | Nữ diễn viên tiến bộ nhất                                                  | Tình Bạn Thân Thiết, Thiết Mã Tầm Kiều, Cú Lội Ngược Dòng                                                                      | Đoạt giải     |
| 2010 | Giải thưởng thường niên TVB 2010          | Nữ diễn viên phụ xuất sắc nhất                                             | Thiết Mã Tầm Kiều | Đề cử         |
| 2010 | Next TV Awards                            | Top 10 nghệ sĩ hàng đầu                                                    | | Đoạt giải     |
| 2011 | Giải thưởng thường niên TVB 2011          | Nữ diễn viên phụ xuất sắc nhất                                             | Chân Tướng | Đề cử (Top 5) |
| 2014 | Giải thưởng thường niên TVB 2014          | Nữ diễn viên phụ xuất sắc nhất                                             | Đại Dược Phường | Đề cử         |
| 2015 | Giải thưởng thường niên TVB 2015          | Nữ diễn viên phụ xuất sắc nhất                                             | Chuyện 4 Nàng Luật Sư | Đề cử         |
| 2016 | Giải thưởng thường niên TVB 2016          | Nữ nhân vật được yêu thích nhất                                            | Thiết Mã Gặp Chiến Xa | Đề cử (Top 5) |
| 2016 | Giải thưởng TVB Star Awards Malaysia 2016 | Nhân vật chính TVB được yêu thích nhất                                     | Thiết Mã Gặp Chiến Xa | Đoạt giải     |
| 2017 | Giải thưởng StarHub TVB 2017              | Nữ nhân vật TVB được yêu thích nhất                                        | Binh Đoàn Phái Yếu / Nữ Nhân Không Biết Nhõng Nhẽo                                                                             | Đoạt giải     |
| 2017 | Giải thưởng StarHub TVB 2017              | Cặp đôi màn ảnh TVB được yêu thích nhất (với Vincent Wong - Vương Hạo Tín) | Binh Đoàn Phái Yếu / Nữ Nhân Không Biết Nhõng Nhẽo                                                                             | Đoạt giải     |
| 2017 | Giải thưởng TVB Star Awards Malaysia 2017 | Cặp đôi màn ảnh TVB được yêu thích nhất (với Vincent Wong - Vương Hạo Tín) | Binh Đoàn Phái Yếu / Nữ Nhân Không Biết Nhõng Nhẽo                                                                             | Đề cử         |
| 2017 | Giải thưởng TVB Star Awards Malaysia 2017 | Nữ diễn viên TVB được yêu thích nhất                                       | Binh Đoàn Phái Yếu / Nữ Nhân Không Biết Nhõng Nhẽo                                                                             | Đề cử         |
| 2017 | Giải thưởng TVB Star Awards Malaysia 2017 | Nhân vật chính TVB được yêu thích nhất                                     | Binh Đoàn Phái Yếu / Nữ Nhân Không Biết Nhõng Nhẽo                                                                             | Đoạt giải     |
| 2017 | Yahoo! Giải thưởng châu Á Buzz 2017       | Nữ diễn viên truyền hình hàng đầu                                          | Binh Đoàn Phái Yếu / Nữ Nhân Không Biết Nhõng Nhẽo                                                                             | Đoạt giải     |
| 2017 | Giải thưởng thường niên TVB 2017          | Nữ diễn viên chính xuất sắc nhất                                           | Binh Đoàn Phái Yếu / Nữ Nhân Không Biết Nhõng Nhẽo                                                                             | Đoạt giải     |
| 2017 | Giải thưởng thường niên TVB 2017          | Nữ nhân vật được yêu thích nhất                                            | Binh Đoàn Phái Yếu / Nữ Nhân Không Biết Nhõng Nhẽo                                                                             | Đề cử (Top 5) |
| 2019 | Đêm StarHub Minh Tinh 2019                | Nữ nghệ sĩ xuất sắc nhất của TVHub                                         | Người Hùng Blouse Trắng / Bạch Sắc Cường Nhân                                                                                  | Đoạt giải     |
| 2019 | Giải thưởng thường niên TVB 2019          | Nữ nhân vật được yêu thích nhất                                            | Người Hùng Blouse Trắng / Bạch Sắc Cường Nhân                                                                                  | Đề cử (Top 5) |
| 2019 | Giải thưởng thường niên TVB 2019          | Nữ diễn viên chính xuất sắc nhất                                           | Người Hùng Blouse Trắng / Bạch Sắc Cường Nhân                                                                                  | Đề cử (Top 5) |